# Віллі Вайлд
Вільям Чарльз Кінґзбері Вайлд (англ. William Charles Kingsbury Wilde) — ірландський журналіст та поет вікторіанської епохи; старший брат Оскара Вайлда, батько Дороті Вайлд.

## Біографія
Віллі найстарший син сера Вільяма Вайлда та його дружини Джейн Вайлд. Старший брат Оскара Вайлда. У лютому 1864 року Віллі та Оскар поїхали навчатися у Королівській школі Портора в Ольстері. Згодом навчався у Триніті Коледж, де протягом двох років жив разом із братом Оскаром, який вступив туди у 1871 році. 1876 року Віллі опублікував декілька віршів у журналі «Kottabos», у якому також працював редактором. 1879 року разом із Леді Вайлд переїхав до Лондона, де став журналістом, працюючи критиком у журналах «Панч» та «Веніті Фейр», провідним автором «Дейлі телеграф», а також редактором різдвяних номерів декількох інших журналів.
На момент коли Оскар одружився у 1884 році, Віллі перебував у боргах і мав проблеми з алкоголем. 4 жовтня 1891 року одружився з багатою вдовою Френк Леслі, власницею видавництва у Нью-Йорку. Віллі багато часу проводив у нью-йоркському клубі «Лотос», поширюючи плітки про вище суспільство Лондона та читаючи пародії на вірші свого брата, успіху якого сильно заздрив. 10 червня 1893 року їхній шлюб закінчився розлученням, на основі пияцтва Віллі та подружньої зради.
1892 року Віллі повернувся до Лондона, де якраз великий успіх мала п'єса Оскара «Віяло леді Віндермір». Віллі анонімно видав неоднозначну рецензію, яку опублікував на сторінках журналу «Веніті Фейр» від 27 лютого 1892 року. Згодом, однак, Оскар, попри їхні недружні стосунки, грошима допомагав брату, коли той перебув у скрутному фінансовому становищі.
У січні 1894 року одружився з Софі Лілі Ліс, у яких у липні 1895 року народилася дочка Дороті. Помер 13 березня 1899 року в 46-річному віці від ускладнень, спричинених алкоголізмом.